# U2 Go Home: Live from Slane Castle
U2 Go Home: Live from Slane Castle – wideo rockowego zespołu U2, będące zapisem jednego z europejskich koncertów grupy, w ramach trasy Elevation Tour. Zostało ono nagrane 1 września 2001 roku w irlandzkim zamku Slane. Na DVD ukazało się w listopadzie 2003 roku. Koncerty w Slane jednego artysty zazwyczaj odbywają się tylko raz do roku, jednak U2 sprzedało tyle biletów, że zespół postanowił wystąpić tam po raz drugi. Był to finałowy koncert pierwszego europejskiego etapu Elevation Tour.
Film był drugim z dwóch koncertów wydanych na DVD, dotyczących owej trasy koncertowej. Pierwszy to Elevation: Live from Boston.

## Lista utworów
1. „Elevation”
2. „Beautiful Day”
3. „Until the End of the World”
4. „New Year’s Day”
5. „Out of Control”
6. „Sunday Bloody Sunday”
7. „Wake Up Dead Man”
8. „Stuck in a Moment You Can’t Get Out Of”
9. „Kite”
10. „Angel of Harlem”
11. „Desire”
12. „Staring at the Sun”
13. „All I Want Is You”
14. „Where the Streets Have No Name”
15. „Pride (In the Name of Love)”
16. „Bullet the Blue Sky”
17. „With or Without You”
18. „One”
19. „Walk On”